# الأشرعة (مسلسل)
الأشرعة هو مسلسل تلفزيوني عراقي.

## الممثلون
- سامي قفطان
- نسرين عبد الرحمن
- عدنان شلاش
- هيثم عبد الرزاق
- ملايين
- ليلى كوركيس
- منى البصري
- ناجي كاشي
- جوزيف عبد الأحد
- ضفاف عبد الجبار
- رندة يوسف
- ورقاء عبد الجبار